# Valgiurata
Valgiurata, conosciuta anche come Le Tane, è una curazia (frazione) del castello (comune) di Serravalle, nella Repubblica di San Marino.

## Geografia fisica
La piccolissima curazia si trova al centro, leggermente spostata verso est del castello di Serravalle. 

## Storia
Il suo nome deriva da una leggenda riguardante la figlia di un signorotto del luogo.
Una leggenda narra che un signorotto del luogo che possedeva un piccolo castello con una torre molto alta, aveva una figlia la quale si era innamorata di un soldato semplice.
Il padre della fanciulla non voleva assolutamente permettere alla fanciulla che sposasse quel giovane, per un fatto di simpatia.
Tanto forte era il suo rifiuto, che per impedire alla figlia di vederlo di nascosto, il padre rinchiuse la figlia nella torre.
Per il tremendo dispiacere la donna urlava e urlava giorno e notte, fino a che morì suicida e prima di morire fece un giuramento: che avrebbe cercato per tutta la valle il suo amato anche da morta.
La leggenda quindi narra che ancora oggi si possono udire le urla della fanciulla nei pressi di quel castello.

## Monumenti e luoghi d'interesse
L'attuale castello e la torre per cui è tuttora famosa la località è stato completamente ricostruito da un geometra statunitense, sostituendo quello leggendario oramai fatiscente.